# Teatro Español
Teatro Español, tidigare Corral del Príncipe och Teatro del Príncipe, är en teater i Madrid i Spanien. Det räknas som Spaniens nationalscen. 
Teatern grundades under namnet Corral del Príncipe och invigdes 1583. Det var från början en utomhusteater under öppet tak, en så kallad Corral de comedias, vilket då var populärt. Det var en av Madrids två officiellt godkända kungliga teatrar och huvudrival till Teatro de la Cruz. Byggnaden byggdes om till en modern teaterbyggnad 1735, och bytte då namn från Corral del Príncipe till Teatro del Príncipe. Teatern brann ned 1802, men återuppfördes. År 1849 fick teatern en uppdaterad modern byggnad och bytte namn till Teatro Español. 